# Petri Hiltunen
Petri Hiltunen, född 1967 i Högfors, är en finsk illustratör och serieskapare, mest känd för sina skräck- och fantasyverk. 2002 tilldelades han Kalle Träskalle-hatten, det främsta finländska priset för sereiskapare.
För den breda finländska publiken är han mest känd för dagspresserien Väinämöisen paluu, en serie om hur Väinämöinen återvänder till det moderna Finland och de kulturkrockar som därefter uppstår.
Hiltunen är också aktiv inom finländsk science fiction-fandom och har ofta medverkat i till exempel tidskriften Tähtivaeltaja.

## Serier (urval)
- Hysteria (1987)
- Ontot kukkulat (1995)
- Vala auringolle (1997)
- Praedor: Kuninkaan lapset (1998)
- Macbeth (1999)
- Aavetanssi (2000)